# Tết Dương lịch
Tết Dương lịch, hay Tết Tây, Tết Quốc Tế (tiếng Anh: New Year's Day, New Year's hoặc New Year) là một ngày lễ diễn ra vào ngày 1 tháng 1 hằng năm, ngày đầu tiên trong năm theo lịch Gregorius cũng như lịch Julius, là dịp lễ quan trọng trong năm của nhiều dân tộc và nền văn hóa trên thế giới.
Vào thời kỳ tiền cơ đốc giáo theo lịch Julius, ngày này được dành tặng cho Janus, một vị thần của cửa vào và sự khởi đầu, tên vị thần này cũng được đặt tên cho tháng 1 (January). Là một ngày trong lịch Gregorius của người Cơ đốc giáo, ngày Tết Dương lịch đánh dấu theo nghi thức trong Lễ cắt bao quy đầu của Giêsu, cũng được tiến hành trong giáo hội Luther và giáo hội Alica.

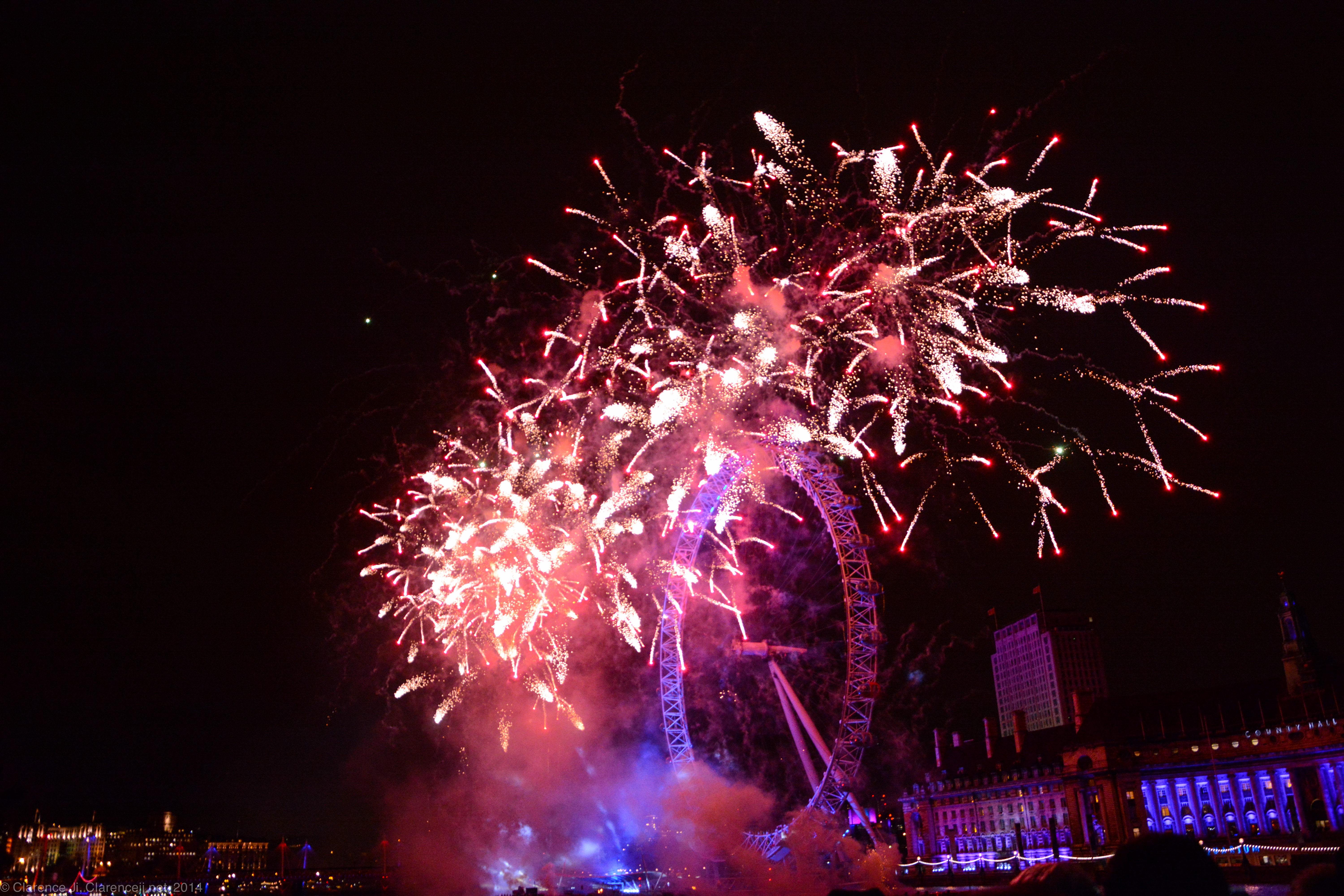
Pháo hoa tại Luân Đôn vào ngày Tết Dương lịch được bắn lúc nửa đêm.

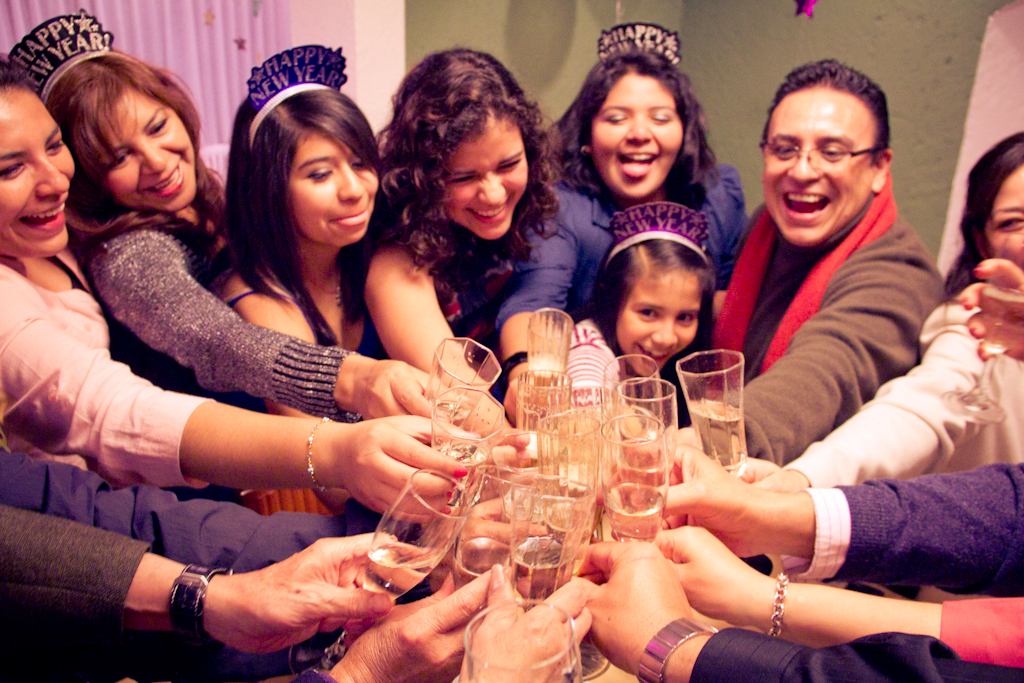
Cụng ly chúc mừng năm mới dương lịch

Ngày nay, khi hầu hết các quốc gia sử dụng lịch Gregorius cũng như lịch De facto, Tết Dương lịch có thể coi là ngày lễ chung lớn nhất, thường có pháo hoa bắn vào lúc nửa đêm khi năm mới bắt đầu theo múi giờ. Những truyền thống của ngày Tết Dương lịch trên toàn cầu bao gồm quyết định đầu năm, diễu hành, dịch vụ nhà thờ và đi lễ tại nhà thờ hoặc gọi điện cho bạn bè và gia đình, tổ chức tiệc mừng.

## Lịch sử
Mesopotamia (Iraq) đã thiết lập khái niệm về chào mừng năm mới vào năm 2000 trước Công Nguyên, đó là tổ chức lễ mừng năm mới vào lúc điểm xuân phân, tức là giữa tháng 3. Lịch La Mã ban đầu được công bố vào ngày 1 tháng 3 đánh dấu năm mới. Lịch chỉ kéo dài 10 tháng bắt đầu từ tháng 3. Năm mới bắt đầu vào tháng 3 khi đó vẫn được phản ánh trong một số tên tháng của năm mới hiện tại. Tháng 9 đến tháng 12 ban đầu được xếp từ tháng 7 đến tháng 10.
January Kalends (tiếng Latinh: Kalendae Ianuariae) được tổ chức làm năm mới tại một vài thời điểm sau khi nó trở thành ngày tấn phong cho các quan chấp chính mới vào năm 153 trước Công nguyên. Một loạt thảm họa, trong đó đáng chú ý là cuộc nổi dậy thất bại của Marcus Aemilius Lepidus vào năm 78 trước Công nguyên, đã gây mê tín cho phép các ngày hội chợ của Rome rơi vào ngày đầu tháng 1, và các vị giáo hoàng đã sử dụng nhuận để tránh xảy ra điều này.
Vào thế kỷ thứ VII, giữa các tín đồ Pagan của Vlaanderen và Hà Lan có một phong tục trao đổi quà vào ngày đầu tiên của năm mới. Phong tục này bị thánh quan Eligius phản đối và cảnh báo người Hà Lan và Flemish rằng: "(Không được) làm vetulas, những đồ vật nhỏ bé, hoặc đặt bàn vào ban đêm để trao đổi quà Năm mới hoặc cung cấp đồ uống thừa (một phong tục khác của Yule)". Tuy nhiên vào ngày người Cơ đốc giáo của châu Âu tổ chức lễ mừng năm mới, họ trao đổi quà Giáng sinh vì Tết Dương lịch rơi vào 12 ngày của mùa Giáng sinh theo lịch nghi thức của người Cơ đốc phương Tây; phong tục trao đổi quà Giáng sinh của người Cơ đốc bắt nguồn từ việc các đạo sĩ phương Đông tặng quà cho vị chúa Giê-su nhỏ.

## Tết và Ngày đầu năm mới trong các lịch khác

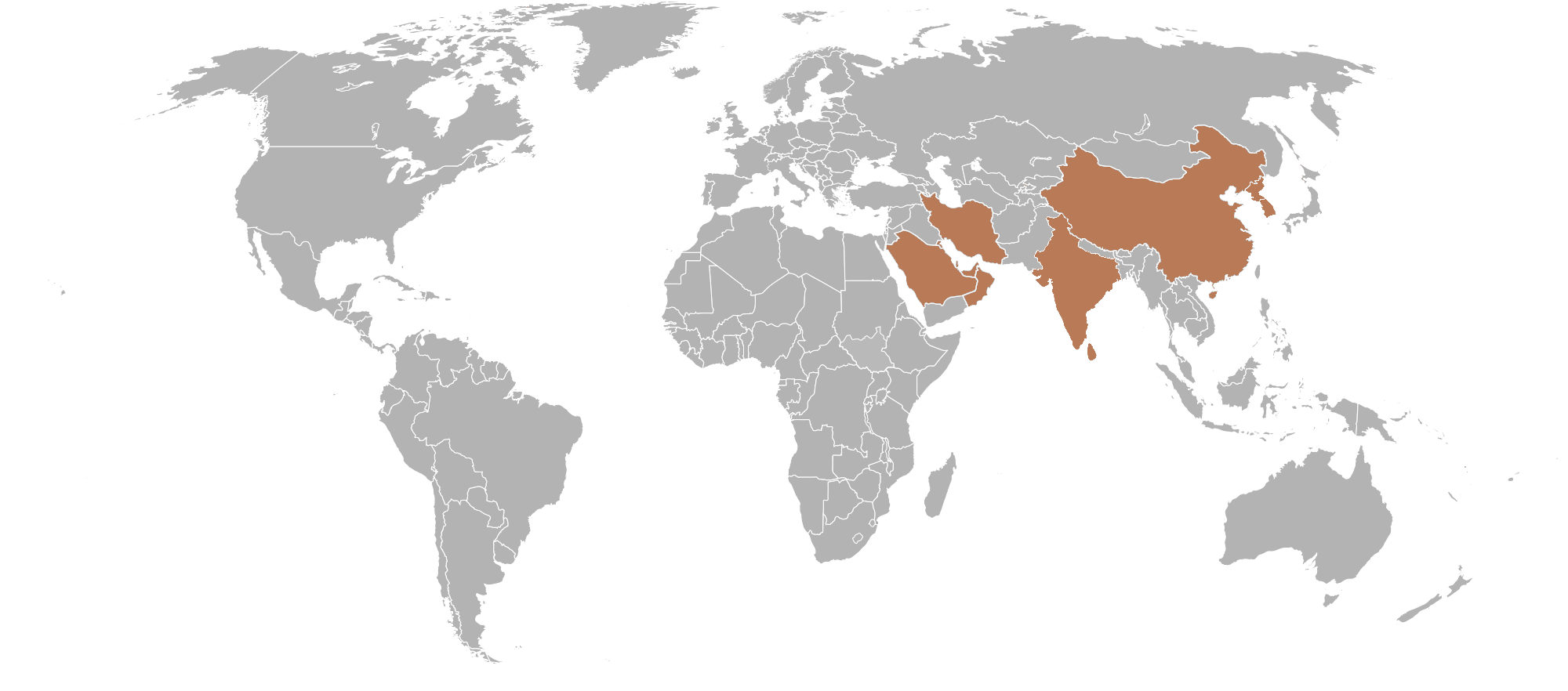
Các quốc gia có ngày lễ chính của năm mới không phải là ngày 1 tháng 1.

Trong các nền văn hóa theo truyền thống hoặc hiện đang sử dụng lịch khác ngoài lịch Gregorius, Tết Dương lịch cũng luôn được coi là sự kiện quan trọng trong năm. Ngoài dương lịch, tại nhiều quốc gia còn ăn Tết theo lịch riêng địa phương, có thể là âm lịch, lịch Hồi giáo, lịch Do Thái, lịch Iran,...

### Châu Phi
- Nayrouz và Enkutatash là hai ngày mừng Năm Mới của người Copt ở Ai Cập và người Ethiopia. Cả hai lễ hội này thường diễn ra vào ngày 11 hoặc 12 tháng 9, tùy thuộc vào năm nhuận của lịch Gregory. Nayrouz kế thừa truyền thống của lễ mừng năm mới Ai Cập cổ đại có tên Wept Renpet, còn Enkutatash đánh dấu sự kết thúc của mùa mưa mùa hè.
- Lễ hội Odunde còn được gọi là "Năm mới của Châu Phi", được tổ chức tại Philadelphia, Pennsylvania ở Hoa Kỳ vào ngày chủ nhật thứ hai của tháng 6. Trong khi tên dựa theo nền văn hóa Yobura Châu Phi, ngày lễ cũng đánh dấu lễ kỷ niệm lớn nhất của người Châu Phi trên thế giới, dù ít hay nhiều cũng bắt đầu bằng một truyền thống địa phương.[13]
- Người Sotho ở Lesotho và Nam Phi tổ chức lễ Selemo sa Basotho vào ngày 1 tháng 8, đánh dấu thời điểm cuối mùa đông ở Nam Bán cầu. Lễ hội này dựa theo lịch Sotho và bao gồm các nghi lễ như Mokete wa Lewa, một lễ mừng diễn ra sau mùa thu hoạch.

### Đông Á
- Tết Trung Quốc là ngày Tết quan trọng nhất của người Trung Hoa, được tính theo âm lịch. Việt Nam và nhiều quốc gia châu Á khác cũng chào đón năm mới theo lịch Âm vào cùng dịp này với các phong tục tập quán phong phú. Ngày lễ thường rơi vào khoảng từ 20 tháng 1 đến 20 tháng 2.[14] Ngày lễ được bắt đầu bằng lễ cúng tổ tiên và thần linh, sau đó là đêm giao thừa tưng bừng với tiếng trống, pháo hoa và các hoạt động văn hóa truyền thống như múa lân, múa rồng, đốt pháo.[15]
- Tết Ba Tư Nowrūz (tiếng Ba Tư: نوروز, IPA: [nouˈɾuːz], nghĩa là "Ngày mới") là tên gọi Năm mới của người Iran/Ba Tư[16][17][18][19], theo lịch Iran với các lễ kỷ niệm truyền thống.Nowruz đánh dấu ngày đầu tiên của mùa xuân và bắt đầu năm mới theo lịch Iran. Nó được tổ chức vào ngày Xuân phân ở Bắc bán cầu, thường rơi vào ngày 21 tháng 3 hay ngày trước hoặc ngày sau đó, tùy theo nơi cử hành.[20]
- Tết Nhật Bản (tiếng Nhật: shōgatsu 正月 (Chính Nguyệt) hay là oshōgatsu) cũng tương ứng với lễ mừng năm mới của Tết Trung Quốc, Tết Hàn Quốc và Tết Việt Nam theo âm lịch và theo ảnh hưởng Vòng văn hóa Đông Á. Kể từ năm 1873, Nhật Bản theo lịch Gregorian và năm mới là ngày đầu tiên của tháng Giêng dương lịch. Đây là một trong những ngày lễ truyền thống quan trọng nhất trong năm, được tổ chức trong nhiều thế kỷ và đã phát triển phong tục độc đáo của riêng mình.
- Seollal (tiếng Hàn: 설날; Romaja: Seollal; McCune–Reischauer: Sŏllal) là ngày tết cổ truyền mừng năm mới cũng là ngày đầu tiên của năm mới âm lịch của Hàn Quốc và Triều Tiên. Đây thường là ngày lễ quan trọng nhất theo truyền thống. Người Hàn Quốc và Triều Tiên cũng thường đón mừng năm mới dương lịch vào ngày 1 tháng 1 hằng năm[21][22]. Tết âm lịch Hàn Quốc và Triều Tiên kéo dài 3 ngày và quan trọng hơn tết dương lịch.[23][24]

### Đông Nam Á
- Tết Nguyên Đán thường biết với tên gọi ngắn là Tết, là dịp nghỉ lễ quan trọng và phổ biến nhất tại Việt Nam, thường rơi vào giữa 20 tháng 1 và 20 tháng 2. Đây là Năm mới của người Việt báo hiệu mùa xuân về dựa theo lịch của Trung Quốc.
- Năm mới của người Campuchia (Chol Chnam Thmay) là lễ hội mừng năm mới theo lịch cổ truyền của dân tộc Khmer, được tổ chức vào 13 tháng 4 hoặc 14 tháng 4.[25][26] Có ba ngày trong Năm mới của người Khmer: ngày đầu tiên gọi là "Moha Songkran", ngày thứ hai là "Virak Wanabat" và ngày cuối cùng là "Virak Loeurng Sak".[27]
- Năm mới của người Thái tổ chức vào 13 và 14 tháng 4, có tên gọi là "Songkran" theo ngôn ngữ địa phương. Mọi người dân Thái thường có tục té nước vào nhau để cầu may.[28][29]
- Tết té nước năm mới của Myanmar có tên gọi là Thingyan, thường rơi vào giữa tháng tư (theo lịch Miến Điện cổ). Ngày lễ diễn ra trong 4 hoặc 5 ngày năm mới.[30] Theo truyền thống, thời điểm diễn ra Tết được tính theo âm lịch Miến Điện nhưng ngày nay được cố định từ ngày từ 13 đến 16 tháng 4, trùng vào dịp lễ Phục Sinh của các nước phương Tây. Tết Thingyan là một ngày lễ quan trọng nhất trong các kỳ nghỉ lễ và là một phần của kỳ nghỉ hè sau một năm học.[31][32] Té nước là một phần đặc trưng nhất của lễ hội này và thường diễn ra vào 4 ngày đầu tiên của kỳ lễ.[33][34]
- Tết Nguyên Đán Việt Nam là ngày lễ quan trọng và phổ biến nhất ở Việt Nam, thường rơi vào khoảng thời gian từ 20 tháng Giêng đến 20 tháng Hai âm lịch. Đây là tết cổ truyền của người Việt.[35][36]

### Sao Hỏa
Theo quy ước của NASA, năm Sao Hỏa bắt đầu vào ngày Xuân phân Bắc, tức ngày Xuân phân của bán cầu Bắc. Gần đây nhất, Ngày Tết Sao Hỏa (năm Sao Hỏa 37) trùng với ngày 26 tháng 12 năm 2022 theo lịch Gregorian của Trái Đất. Ngày Tết Sao Hỏa của năm Sao Hỏa 38 sẽ trùng với ngày 12 tháng 11 năm 2024.

## Phong tục và lễ kỷ niệm truyền thống và hiện đại

### Giao thừa
Giao thừa là thời điểm chuyển tiếp giữa ngày cuối cùng của năm cũ sang ngày đầu tiên của năm mới. Đây là một trong những buổi lễ quan trọng trong tập quán, văn hóa nhiều dân tộc. Vào dịp này, nhiều quốc gia phương Tây và phương Đông thường tổ chức bắn pháo hoa hoặc các lễ hội khác để chấm dứt năm cũ (tất niên) và đón mừng năm mới vào đúng thời điểm 0 giờ 0 phút 0 giây ngày 1 tháng 1.

### Lễ kỉ niệm quốc gia

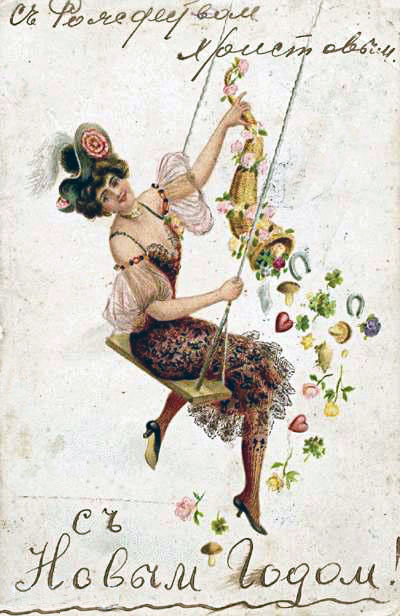
Thiệp chúc mừng Giáng sinh và Năm mới.

- Trên khắp Vương quốc Anh diễn ra nhiều lễ kỉ niệm trên các hòn đảo, đặc biệt là tại Scotland.
  - Tại Luân Đôn, hàng ngàn người tập trung dọc đập sông Thames để xem pháo hoa quanh Mắt Luân Đôn. Năm mới thường chính thức bắt đầu khi chuông đồng hồ Big Ben điểm 12 giờ.
  - Tại Scotland có nhiều phong tục độc đáo liên quan đến Năm mới. Bữa tiệc ở phố Princes tại Edinburgh là một trong những ví dụ điển hình. Trong lễ mừng năm mới kéo dài ba ngày tại Edinburgh, hàng ngàn người dự hội cầm đuốc đi khắp các con phố của Old Town, từ Quảng trường quốc hội đến đồi Calton.[cần dẫn nguồn] Ngoài ra còn có một số phong tục đáng chú ý khác như lễ hội thường niên Loony Dook tổ chức ở cửa sông Firth of Forth, khi hàng ngàn người ngâm mình trần vào nước lạnh trong thời tiết lạnh giá; hay phong tục mời những chàng trai cao ráo, da ngăm đen và đẹp trai làm khách đầu tiên đến nhà trong năm mới để mang vận may đến cho gia chủ.[46]
  - Tại xứ Wales, Calennig được tổ chức với những buổi lễ thu hút hàng ngàn người đến thủ đô Cardiff.
- Tại Hy Lạp và Cộng hòa Síp, gia đình và người thân tắt đèn lúc nửa đêm, sau đó ăn mừng năm mới bằng việc cắt bánh vassilopita (một loại bánh của Basil), thường chứa trong đó một đồng xu hoặc vật có giá trị tương đương. Ai thắng sẽ có may mắn cả năm.[47]
- Tại Pháp,[48] một số đề cập đến thời tiết là dự đoán của năm đó: gió thổi phía đông, sẽ có trái cây trĩu quả; gió thổi phía tây, đàn gia súc và cá sẽ đông đúc; gió thổi hướng nam sẽ có thời tiết thuận lợi cả năm và gió thổi hướng bắc thì mùa màng sẽ thất bại. Mọi người đều muốn ăn bánh mì nướng cho năm mới.

### Âm nhạc
Âm nhạc liên quan đến Tết Dương lịch đều có cả thể loại cổ điển và đại chúng, và cũng có bài hát Giáng sinh tập trung vào Năm mới đến trong mùa nghỉ lễ và Giáng sinh.
- Johann Sebastian Bach, trong Orgelbüchlein đã sáng tác ba bài hợp xướng cho năm mới, bao gồm Helft mir Gotts Güte preisen ["Help me to praise God's goodness"] (BWV 613); Das alte Jahr vergangen ist ["The old year has passed"] (BWV 614); và In dir ist freude ["In you is joy"] (BWV 615).[49]
- The year is gone, beyond recall là một bài thánh ca Ki-tô giáo truyền thống để gửi lời cảm ơn năm mới, có niên đại từ 1713.[50]
- "Auld Lang Syne" của Robert Burns.[51]

## Múi giờ
Bởi vì có nhiều múi giờ khác nhau trên thế giới, năm mới xảy ra khắp nơi liên tục khi ngày bắt đầu năm mới đến. Múi giờ đầu tiên đánh dấu năm mới là phía tây đường đổi ngày quốc tế, nằm ở quần đảo Line, một phần lãnh thổ của Kiribati, và có múi giờ 14 tiếng trước giờ Phối hợp Quốc tế, vì thế quần đảo Line cũng là nơi đón năm mới đầu tiên trên thế giới.